# Llista de capítols de Death Note
|  | Aquest article tracta sobre els volums del manga. Vegeu-ne altres significats a «Llista d'episodis de Death Note». |

Death Note (デスノート, Desu Nōto) és una sèrie manga escrita per Tsugumi Ōba i il·lustrada per Takeshi Obata, composta per 108 capítols dividits en 12 Tankōbon o volums recopilatoris. La sèrie està basada en un one-shot que va ser editat per l'editorial Shūeisha a la revista Shōnen Jump. El capítol especial narra la història d'un adolescent de tretze anys que es diu Tarō Kagami (鏡太郎, Kagami Tarō) que troba un quadern de mort (Death Note), però no sap com utilitzar-lo.
A l'octubre de 2006, va sortir un volum, considerat el número 13 sota el títol How to Read. Aquest volum amplia la història i en dona més detalls.
El primer tankōbon de Death Note es va publicar el 2 d'abril de 2004, i el dotzè tankōbon es va publicar el 4 de juliol de 2006.
Norma Editorial va començar a publicar-ne el manga en català el 7 de juliol de 2023 en la versió Black Edition, versió que recull dos volums de la publicació original en un.

## Publicació (Black Edition)
| - 001. Avorriment (退屈, Taikutsu) - 002. L (L, Eru) - 003. Família (家族, Kazoku) - 004. Corrent elèctric (電流, Denryū) - 005. Ull (眼球, Gankyū) - 006. Manipulació (操作, Sōsa) - 007. Objectiu (標的, Hyōteki) - 008. Dona (女, Onna) | - 009. Caselles (穴, Ana) - 010. Confluència (合流, Gōryū) - 011. Un (一, Hitotsu) - 012. Divinitat (神, Kami) - 013. Compte enrere (秒読, Byōyomi) - 014. Temptació (誘惑, Yūwaku) - 015. Telèfon (電話, Denwa) - 016. Pi (逆立, Sakadachi) |

| - 017. Escombraries (芥, Gomi) - 018. Mirades (視線, Shisen) - 019. Humiliació (屈辱, Kutsujoku) - 020. Atac (先手, Sente) - 021. Segones intencions (裏腹, Urahara) - 022. Desgràcia (不幸, Fukō) - 023. Cursa intensa (激走, Gekisō) - 024. Escut (盾, Tate) - 025. Idiota (馬鹿, Baka) | - 026. Caiguda (転倒, Tentō) - 027. Afecte (恋心, Koigokoro) - 028. Localitzat (判定, Hantei) - 029. Arma (武器, Buki) - 030. Bomba (爆弾, Bakudan) - 031. Fàcil (簡単, Kantan) - 032. Aposta (賭, Kake) - 033. Desplaçament (移動, Idō) - 034. Entrega (投身, Tōshin) |

| - 035. En blanc (白紙, Hakushi) - 036. Pare i fill (親子, Oyako) - 037. Vuit (八人, Hachinin) - 038. Cops (打撃, Dageki) - 039. Separació (離別, Ribetsu) - 040. Companys (仲間, Nakama) - 041. Matsuda (松田, Matsuda) - 042. Paradís (天国, Tengoku) - 043. Negre (黒, Kuro) | - 044. Hereu (後継, Atotsugi) - 045. Temeritat (無茶, Mucha) - 046. No apte (不向, Fumuki) - 047. Anticipació (先走, Sakibashiri) - 048. Intercanvi (交換, Kōkan) - 049. Test (植木, Ueki) - 050. Yotsuba (四葉, Yotsuba) - 051. Error (誤認, Gonin) - 052. In extremis (寸止, Sundome) |

| - 053. Crit (悲鳴, Himei) - 054. A dins (中, Naka) - 055. Creació (創造, Sōzō) - 056. Abraçades (抱擁, Hōyō) - 057. Decisió (二択, Nitaku) - 058. Secret (胸中, Kyōchū) - 059. Zero (零, Zero) - 060. Segrest (誘拐, Yūkai) - 061. Segon (二番, Niban) | - 062. Decisió (決断, Ketsudan) - 063. Objectiu (的, Mato) - 064. Angle recte (直角, Chokkaku) - 065. Responsabilitat (責任, Sekinin) - 066. Mort (死亡, Shibō) - 067. Botó (釦, Botan) - 068. Descobriment (発見, Hakken) - 069. Vol (飛翔, Hishō) - 070. Tremolor (身震, Miburui) |

| - 071. Contacte (接触, Sesshoku) - 072. Verificació (確認, Kakunin) - 073. A la desesperada (背水, Haisui) - 074. Interpretació passional (熱演, Netsuen) - 075. Reconeixement (認知, Ninchi) - 076. Salutacions (挨拶, Aisatsu) - 077. Utilitzar (利用, Riyō) - 078. Predicció (予測, Yosoku) - 079. Hipocresia (白々, Shirajira) | - 080. Neteja (掃除, Sōji) - 081. Notificació (通告, Tsūkoku) - 082. Jo (自分, Jibun) - 083. Eliminant (削除, Sakujo) - 084. Casualitat (偶然, Gūzen) - 085. Elecció (当選, Tōsen) - 086. Japó (日本, Nihon) - 087. Demà (明日, Ashita) - 088. Conversa (会話, Kaiwa) |

| - 089. Ànimes Bessones (同心, Dōshin) - 090. Avís (予告, Yokoku) - 091. Aturada (停止, Teishi) - 092. Nit (夜, Yoru) - 093. Decisió (決定, Kettei) - 094. A fora (外, Soto) - 095. Satisfactori (納得, Nattoku) - 096. Unilateral (一方, Ippō) - 097. Diversos (色々, Iroiro) - 098. Tots (全員, Zen'in) | - 099. Dos (二人, Futari) - 100. Enfrontament (対面, Taimen) - 101. Induït (誘導, Yūdō) - 102. Paciència (我慢, Gaman) - 103. Anunci (宣言, Sengen) - 104. Resposta (答, Kotae) - 105. Impossible (無理, Muri) - 106. Impuls assassí (殺意, Satsui) - 107. Teló (幕, Maku) - 108. Final (完, Kan) |